# Derlis Florentín
Derlis Javier Florentín Noguera,[carece de fontes?] mais conhecido como Florentín (Caacupé, 9 de janeiro de 1984 — Luque, 28 de março de 2010), foi um futebolista paraguaio que atuava como atacante.

## Carreira
O jogador foi oferecido ao Palmeiras depois de ser vice-artilheiro do Campeonato Equatoriano em 2006 pelo Barcelona Sporting Club. Saiu em junho alegando atrasos salariais.

## Morte
Na madrugada de 28 de março de 2010, sofreu um acidente automobilístico em Luque, no Paraguai, e veio a falecer. O carro do futebolista se chocou com outro em uma estrada de Cordillera, localizada a 54 quilômetros da capital paraguaia. 

## Títulos
- Milk Cup: 2001 e 2003